# Arkadiusz Marmurowicz
Arkadiusz Marmurowicz (ur. 24 marca 1985 w Toruniu) – polski hokeista. 

## Kariera
- SMS II Sosnowiec (2002–2003)
- HC Slovan Ústečtí Lvi U20 (2003–2004)
- MŠHK Prievidza (2004-2005)
- TKH Toruń / Nesta Karawela Toruń (2005-2013)
- BKS Bydgoszcz

Absolwent NLO SMS PZHL Sosnowiec z 2004. W trakcie kariery określany pseudonimem Marmur.

## Sukcesy
Reprezentacyjne
- Awans do mistrzostw świata do lat 18 Dywizji I: 2002
- Awans do mistrzostw świata do lat 20 Dywizji I Grupy A: 2004

Indywidualne
- Mistrzostwa Świata Juniorów w Hokeju na Lodzie 2004/II Dywizja#Grupa A:
  - Drugie miejsce w klasyfikacji asystentów turnieju: 12 asyst[3]
  - Czwarte miejsce w klasyfikacji kanadyjskiej turnieju: 15 punktów[4]